# Lago Barniner
El lago Barniner (en alemán: Barninersee) es un lago situado en el distrito de Ludwigslust-Parchim, en el estado de Mecklemburgo-Pomerania Occidental (Alemania), a una altitud de 36.3 metros; tiene un área de 255 hectáreas.
Este lago es atravesado por el río Warnow.